# なぎなた
なぎなたは、公益財団法人全日本なぎなた連盟が多くの薙刀術流派を統合し競技化した武道。現代日本における代表的な武道の一つである。一般に女性の武道というイメージが強いが、男性の競技者も存在する。

## 歴史
薙刀は鎌倉時代から南北朝時代を経て室町時代にかけては歩兵の主武器であり、そこから薙刀術が生まれた。やがて戦国時代を迎えて戦術が発達した結果、個人の武勇よりも集団での効率性が重視されて、振り回して使うがゆえに野戦では味方を傷つけるリスクもある薙刀より、穂先が軽量で刺突に特化し部隊ごとの一斉突撃や敵騎兵などに対する防御に向いた槍に取って代わられた。そのころから戦場では使われなくなったが、さらに江戸時代に入り、戦場での有効性という観点が重要にならなくなると、むしろ平時において家を守るための「女薙刀」が発展し、男性の武術から女性の武術としての地位を確立したとされる。稽古用の防具も製作され、剣術の竹刀稽古に相当する試合が行われるようになった。ただし、稽古道具を着用した当時の試合記録は現存しない ため、あくまで推定の域に過ぎない。
昭和時代に入ると、1936年（昭和11年）文部省の通達により、女子の中等学校正課体育に薙刀・弓道を取り入れることが決議され、京都の武徳殿と東京の修徳館で薙刀の教員が養成された。1940年（昭和15年）薙刀の教材化を目的として、天道流と直心影流を中心に「薙刀道基本動作」が統一され、1941年（昭和16年）国民学校令の中で女児に対して薙刀を課せられたことも相まって、学校薙刀道が形成された。しかし、敗戦後、戦時下で行われた学校薙刀道は廃止された。1953年（昭和28年）5月4日、戦後第1回「武徳会」において、天道流と直心影流の演舞披露が行われ、翌年「近畿ナギナタ連盟」が発足、その翌年には「全日本薙刀連盟」が発足する。その後、文部省の指導によって平仮名書きの「なぎなた」へと名称を変更、1964年（昭和39年）には全日本なぎなた連盟でも「なぎなた」の名称が決定し、古武術から現代武道へと脱皮を果たす。
新しい「なぎなた」は、剣道などと異なり利き手を問わず技が左右対等に行われ、くり出し・くり込み・持ちかえ等の変化に富み、俊敏柔軟な動作で興味深く実施でき、均等的全身運動である点に特徴があるが、あくまでも学校教材であって技術的には武道ではないという指摘がある。第二次大戦前まで「剣に対する薙刀」として実施されていたが、現在は「なぎなた対なぎなた」として実施されている。

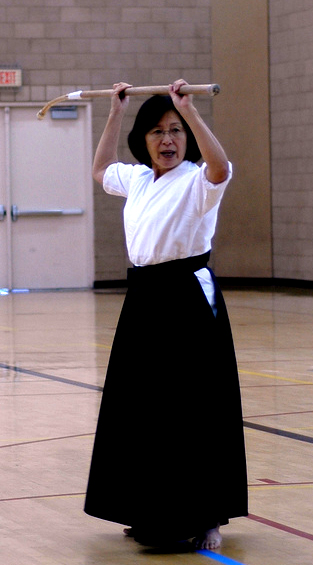
競技用なぎなたでの上段の構え

全日本なぎなた連盟
全日本なぎなた連盟はなぎなた競技の国内競技連盟。多くの薙刀術流派を統合。段級位制をとっている。日本武道協議会、日本スポーツ協会、国際なぎなた連盟、日本オリンピック委員会に加盟。

### 参加流派
- 天道流薙刀術
- 直心影流薙刀術
- 戸田派武甲流薙刀術
- 楊心流薙刀術
- その他

## 服装・用具
薙刀を模した、竹刀に似たなぎなた（競技用なぎなたとも呼ぶ）、または薙刀の木刀を使う。競技用なぎなたは全長が2.1m - 2.25m、重量が650g以上と定められている。2cm幅の竹を2枚合わせた刃部（50cm+重なり15cm）をカシでできた柄部に白のビニールテープで千段巻きにして固定している。
白の稽古着に黒もしくは紺色の馬乗袴を着用することが決められている。袴の形状は剣道のものと大きく異なっている。上級者は黒地に白紋付きの上衣を着用することがある。稽古着の袖口は、競技中に相手競技者のなぎなた（切先）が入らないように、腕との隙間が広すぎないものがよいとされる。古流の天道流は袖口にゴムが入り、直心影流はゴムなしの稽古着を使用するといわれる。
防具は剣道の防具に似ているが、面の面垂れが剣道のものと比べやや短い、胴の幅が狭い、垂れが短い、甲手の形状が異なる、両下腿に脛当てを着装するといった違いがある。

## 基本

### 構え
通常は最初左に構えるが5種類の構えは、それぞれ左右の半身どちらでも構えることができる。
中段の構え
半身に構え、元手(石突側の手)を後ろ足の付け根に置き、切先で相手の鳩尾を狙うように構える。
槍術にも通じる基本的な構えであり、攻撃にも防御にも転じやすい。
八相の構え
元手を前足側の腰骨、もう一方の手を後ろ足側の耳の横に置き、なぎなたを立てて構える。
もっとも攻撃的な構えの一つである。剣道の同名の構えと異なり、現代の試合等でも頻用される。
下段の構え
元手を後ろ足側の顔の横におき、刃筋を上向きにして前足の脛を守るように構える。
相手の中上段への攻撃はやや難しいが、相手の足元を攻めつつ自分を守る構え。
上段の構え
なぎなたを頭上にあげ、石突で相手を狙いつつ切っ先を振りかぶるように構える。
胴体や下段への防御は薄くなるが、攻撃的且つ気位のある構えである。
脇構え
両手をまっすぐ下ろし、石突で自分の正中を守りつつ相手を狙い、水平に構える。
上段への防御は弱く攻めに転ずるのにも時間がかかるが、相手から見ると攻撃の出所が見えにくく最もトリッキーでもあり、変化に応じて打突できる構えである。

### 体捌き
送り足、歩み足、開き足、踏みかえ足、継ぎ足などの歩法として指導される。

### 打突部位
面(正面・側面)、小手、胴、脛、咽喉(突き)の5か所。
突きは競技では成人にのみ許可されている。
形として胴への突き技があるが、試合競技においては禁止されている。

### 打突法
面・小手・脛を打突する方法として、振り上げ・持ち替え・振り返しの方法がある。
突き方としては直突・繰り込み突きがある。

### 振り方
上下振り、横振り、斜め振り、振り返しがある。
それらを連続して振ることを八方振りといい、上下振り、斜め振り（上から）、横振り、斜め振り（下から）を8呼間の場合、各4回ずつ行う。

### 打ち返し
振り上げて面、左右面、左右脛、間合いを取って振り上げて面の順番で行う。
基本的な打突で構成され、連続打ちの要領や間合いの取り方、体捌きなどを総合した練習として、ウォーミングアップや有効打突になるようにするための練習として行う。

### 形
全日本なぎなたの形と仕掛け応じと呼ばれる演技の形の2種類がある。
仕掛け応じは二段技・三段技などの連続技、体捌き、払いや巻き落としなどの基本的な技法が盛り込まれており、繰り返し稽古をすることで正しい所作を習得する。

## 稽古方法

### 一人稽古
一人でなぎなたの操作方法や体捌きを練習すること。多くの場合姿見などに全身を写し、刃筋や姿勢が正しいか確認しながら行われる。

### 一対多数稽古
なぎなた独特の稽古。前に立つ一人の指揮者の号令に合わせて全員で体捌きや打突を行う。稽古前後のウォーミングアップやクーリングダウンとして行われる。

### 相対稽古
二人一組となって行う稽古。上述した打ち返しや仕掛け応じを行う。

### 防具稽古
防具を着装し、二人一組で行う。打ち返しなどの基本から地稽古、試合稽古といった実践的な稽古まで行う。

### その他
もともと古流を稽古していた指導者も多く、その流派独自の形や稽古方法を取り入れている場合も少なくない。

## 競技
優劣を競うものとして試合競技と演技競技がある。コートはいずれも一辺が12mの正方形と定められている。

### 試合競技
全日本なぎなた連盟の解説 に拠ると、防具を着装した競技者どうしの対戦により行われ、決められた制限時間の中で二本先取で勝敗を決する。防具稽古の成果を実践する場であることから、競技者間では「防具競技」「防具」と呼称されることが多い。個人試合と団体試合がある。
有効打突
面、小手、胴は物打ちでの打突のみが有効打突とされるが、脛は物打ちの他、柄での打突も有効とされる。
咽喉は切先での突きのみが有効となる。いずれの打突も気剣体一致の打突であり、残心がなければ有効とはならない。
高校生以下の試合競技においては柄脛や突き技は禁止とされている。

### 演技競技
合計八本ある演技の型を二人一組、しかけと応じで行う。一回の試合に行う演技は3本と決まっており、一年ごとに変わる。
高校生までは一～五本目の内の三本、それ以上は一～八本目までのうち三本を行う。

### その他

#### リズムなぎなた
直心影流薙刀術を宗家として継承していた園部繁八によって開発された、音楽に合わせて打突や形を披露し、なぎなたの発展普及に貢献するものである。園部の回想によれば、修徳館でピアノ伴奏によるラジオ体操のリズムに合わせて薙刀の振りや突きの操作を行ったのがリズムなぎなた誕生の契機であり、やがて園部の後継者だけでなく、教師や武徳会出身者にまで伝播した。教育教材としては、勝敗を決する競技とは異なり、基本を学ぶときに集団で取り組める教材として適しているとされる。
通常は大会や祭典などのエキシビジョンとして行われ、優劣を競うものではない。服装も規定の稽古着に制限されることはなく、内容も古流の形を取り入れたりと自由に構成することができる。

#### 異種試合
各種武道大会などにおいて、剣道との異種試合が行われることがある。その際は脛打ちが有効とされることが多いことがある。